# Шамрай, Михаил Семёнович
Михаил Семёнович Шамрай (29 февраля 1908 — 15 ноября 1942) — советский офицер, участник советско-финской и Великой Отечественной войн. Младший лейтенант. Герой Советского Союза.

## Биография
Родился 16 февраля 1908 года в селе Троицкое в семье крестьянина. Украинец. Окончил 6 классов школы. Работал на трубопрокатном заводе имени В. В. Куйбышева в городе Мариуполь.
В армии с 1930 года. Служил в погранвойсках командиром отделения. В ноябре 1932 года окончил шестимесячные курсы в 3-й школе пограничной охраны и войск ОГПУ. После этого был командиром взвода 4-го стрелкового дивизиона 6-го Забайкальского полка войск ОГПУ по охране железных дорог. С 1934 года — в запасе. Работал на Мариупольском металлургическом заводе имени Ильича. Окончил вечерний рабфак.
Вновь в армии с 1938 года. Служил в пехоте. Участник советско-финской войны: в январе-марте 1940 года — командир роты 257-го стрелкового полка. Отличился 1 марта 1940 года в ночном бою. Его рота, несмотря на сильный огонь противника, овладела важной высотой и дотом. В ночь на 13 марта 1940 года рота на плечах противника ворвалась в город Выборг.
За мужество и героизм, проявленные в боях, Указом Президиума Верховного Совета СССР от 11 апреля 1940 года старшему лейтенанту Шамраю Михаилу Семёновичу присвоено звание Героя Советского Союза с вручением ордена Ленина и медали «Золотая Звезда».
Продолжал службу в армии. В 1941 году окончил курсы «Выстрел». Участник Великой Отечественной войны: с мая 1942 года — командир 1058-го стрелкового полка. Полк под его командованием в августе 1942 года участвовал в Козельской операции. В сентябре 1942 года полк был выведен в резерв Ставки Верховного Главнокомандования и дислоцировался в районе города Плавска Тульской области.

Могила М. С. Шамрай на Всехсвятском кладбище

Капитан М. С. Шамрай умер от болезни 15 ноября 1942 года в полевом госпитале в селе Малое Скуратово. Похоронен на Всехсвятском кладбище в Туле.
Награждён орденом Ленина. В родном селе его именем названа улица и сооружён обелиск.